# 小宇
小宇（シャオユー、本名：宋念宇、1983年11月22日 - ）は台湾出身の作曲家、歌手。
歌手としてデビューする前より作曲家として活動し、ビビアン・スー、蔡依林、唐禹哲、信、飛輪海、A-Lin、張惠妹、王心凌など有名歌手への楽曲提供・参加多数。
2005年にドラマ「ピンポン」サウンドトラックで歌手デビュー。2008年、テレビドラマ「ハチミツとクローバー」（台湾版）のエンディング曲「想你的習慣」がヒットし、同年ファーストアルバム「小宇同學就是我」でデビュー。
2014年より中華民国国軍（芸工隊）にて兵役に就く。

## 作品

### CD
- 《小宇同學就是我》2008年
- 《就站在這裡》2009年
- 《2020你在哪裡》（シングル）2010年
- 《美麗的力量》（シングル、台北国際花の博覧会テーマソング）2011年
- 《前男友電視原聲帶》（ドラマ「前男友」サウンドトラック）2012年
- 《再一次》2013年
- 《同在》2017年

## 受賞
- 第24回金曲奨——最優秀國語男性歌手部門ノミネート（アルバム「再一次」）